# Trópicos Utópicos
Trópicos Utópicos é uma obra ensaística do professor e economista mineiro Eduardo Giannetti. O autor reúne 124 microensaios sobre a identidade brasileira a partir de perspectiva científica, tecnológica e econômica. Giannetti se propõe a fazer uma análise prospectiva do panorama social brasileiro e seus confrontos com a modernidade.